# SILENT DANCER
「SILENT DANCER」（サイレント・ダンサー）は、少年隊の10枚目のシングル。

## 解説
少年隊初の12インチシングル。追って8センチCDが1988年4月25日に発売された。12インチレコードと8センチCDで、収録内容が異なっている。本作ではシングルカセットは発売されていない。1988年4月21日にはポニーキャニオンからシングルVHSビデオが発売された。
2020年発売のベスト・アルバム『少年隊 35th Anniversary BEST』にてアルバムに初収録されたが、収録されたのは8センチCDのC/W曲だったシングルバージョンである。
従来の楽曲は、メンバーも「基本的にどんなふうに作りこんでいくか」という段階から参加していたが、本曲はCM企画ものを歌っただけの曲である。その為、本曲について当時からあまり語られたことが無いが、意外とリクエストがある曲である為、後日植草克秀は「CMでたくさん流れたことや、逆に歌番組で披露する機会が少なかったことで、思い入れのあるファンの方が多いのかもしれない」と答えている。

## 収録曲

### 12インチシングル
Side A
1. SILENT DANCER
作詞：売野雅勇、作曲：和泉常寛、編曲：中村哲
  - セイコー腕時計「Avenue」CMソング
  - アルバム未収録曲
2. Kiss The Sun
作詞：松本一起、作曲・編曲：服部克久
  - デルモンテ「フルーツドリンク」CMソング。
  - 未CD化曲、アルバム未収録

A面に2曲収録され、B面には何も収録されていないかわりにエッチング処理がされている。レーベルはピクチャーレーベル仕様。

### 8センチCD
1. SILENT DANCER
2. SILENT DANCER (シングル・バージョン)
  - 2020年発売のベストアルバム『少年隊 35th Anniversary BEST』にて、アルバム初収録